# 粉背菝葜
粉背菝葜（学名：Smilax hypoglauca）为百合科菝葜属下的一个种。

## 扩展阅读
- 維基物種上的相關：粉背菝葜